# Loeselia caerulea
Loeselia caerulea är en blågullsväxtart som först beskrevs av Antonio José Cavanilles, och fick sitt nu gällande namn av George Don jr. Loeselia caerulea ingår i släktet Loeselia och familjen blågullsväxter. Inga underarter finns listade i Catalogue of Life.